# Хауазе
Хауазе́ (баш. Һәүәҙе) — гора в Ишимбайском районе Башкортостана Российской Федерации. Туристическая достопримечательность. Находится возле Макарово, у дороги Макарово — Кулгунино (участок Р316). В 1-3 км доступны туристические достопримечательности — пещера Салавата Юлаева, скала Калим-ускан, места, где р. Сикася уходит под землю и выход из карста, вдп. Кук-Караук, а также урочище Кызылташ.

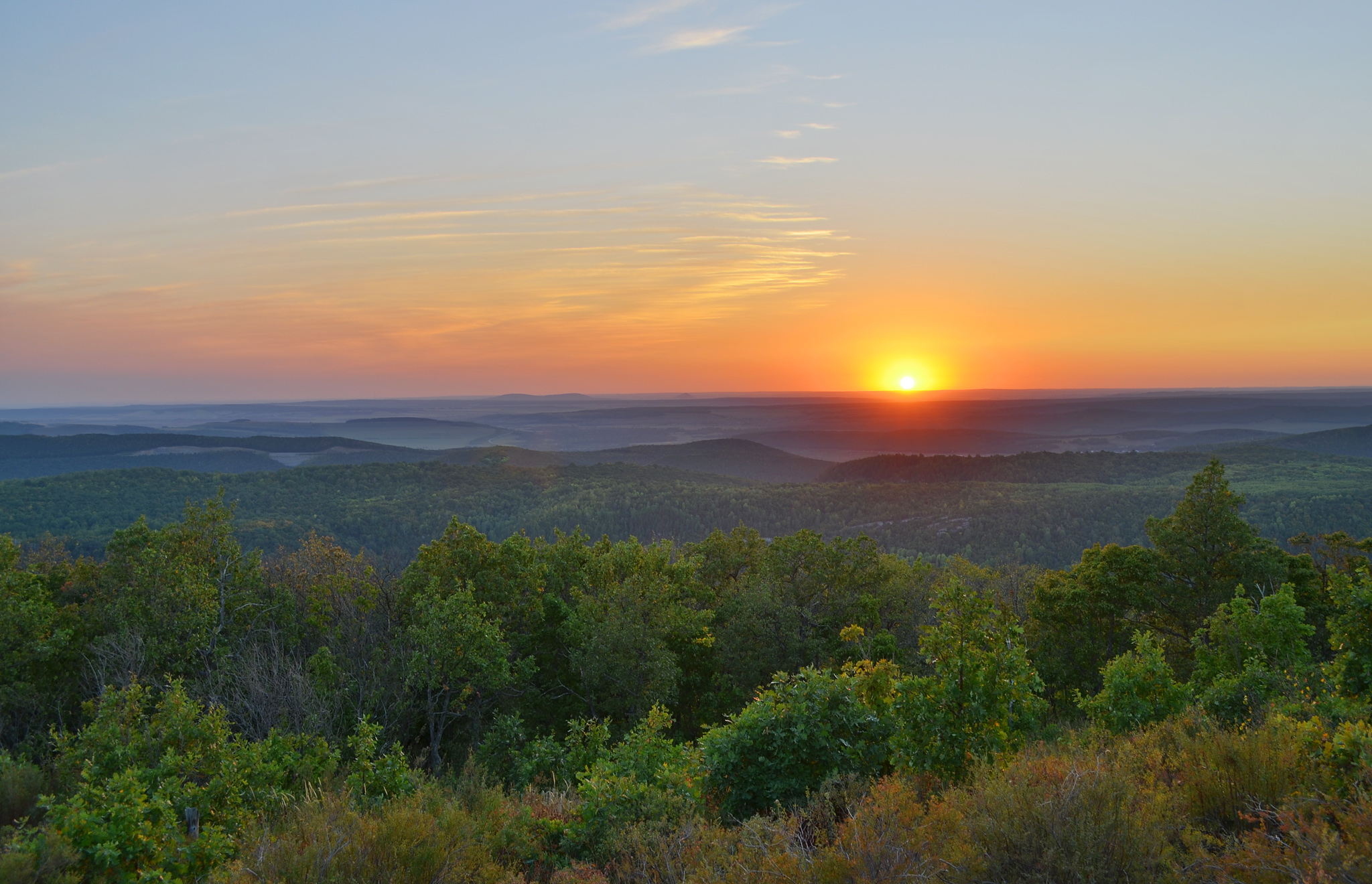
Закат с горы Хауазе

С северного подножия протекает р. Суалган, проходит дорога местного значения. С западного склона — р. Сикася.

## Топографическая карта
Лист карты N-40-89. Масштаб: 1 : 100 000. Состояние местности на 1983 год. Издание 1985 г.
На карте не подписана.